# 잠자리하목
잠자리하목(Anisoptera)은 유시아강 잠자리목의 분류군이다. 유충때는 수중 생활을 하며, 성충은 두쌍의 큰 날개를 이용해 날아다니며 작은 곤충 따위를 잡아먹는다. 커다란 한 쌍의 겹눈과 독특한 날개의 모양, 가늘고 긴 꼬리가 잠자리하목의 가장 큰 특징이다.